# Dasypogon diadema
Dasypogon diadema là một loài ruồi trong họ Asilidae. Dasypogon diadema được Fabricius miêu tả năm 1781.

## Hình ảnh

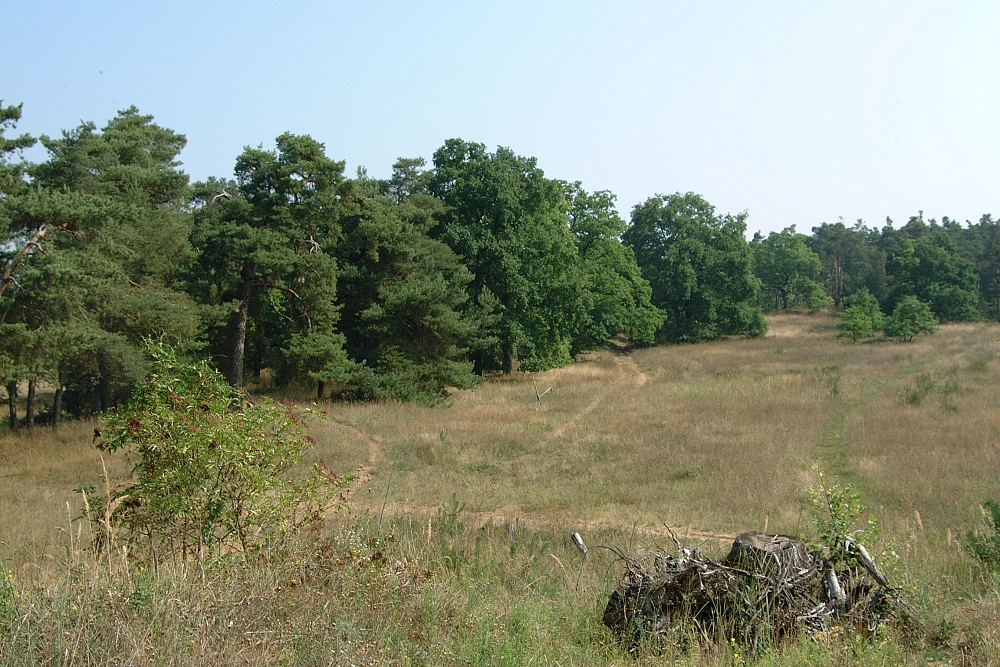
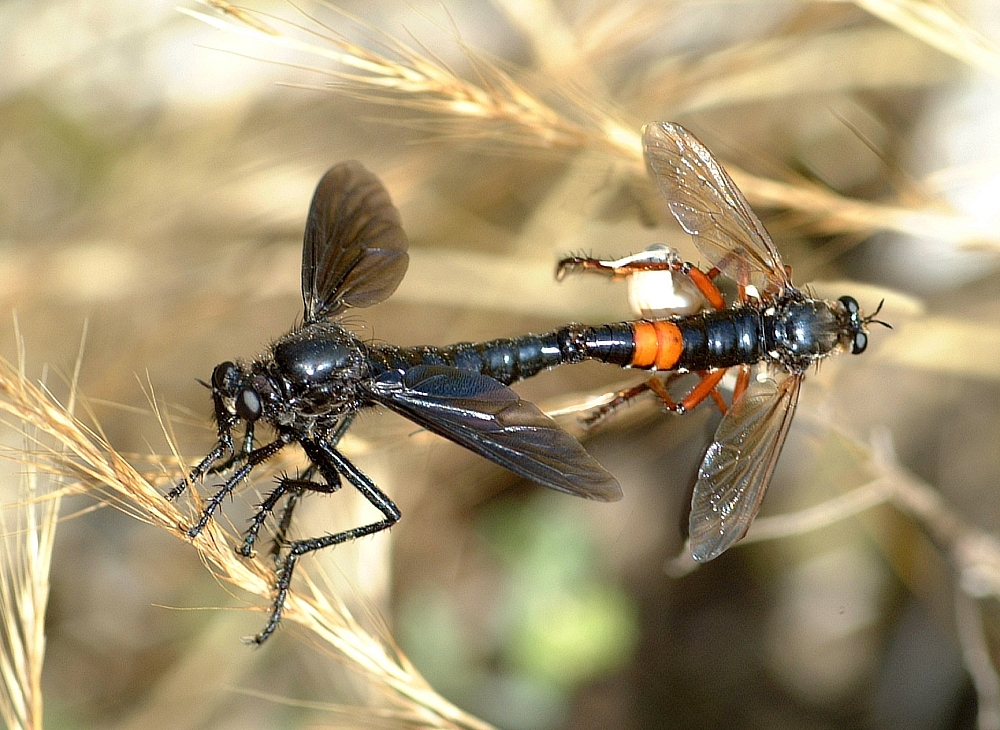
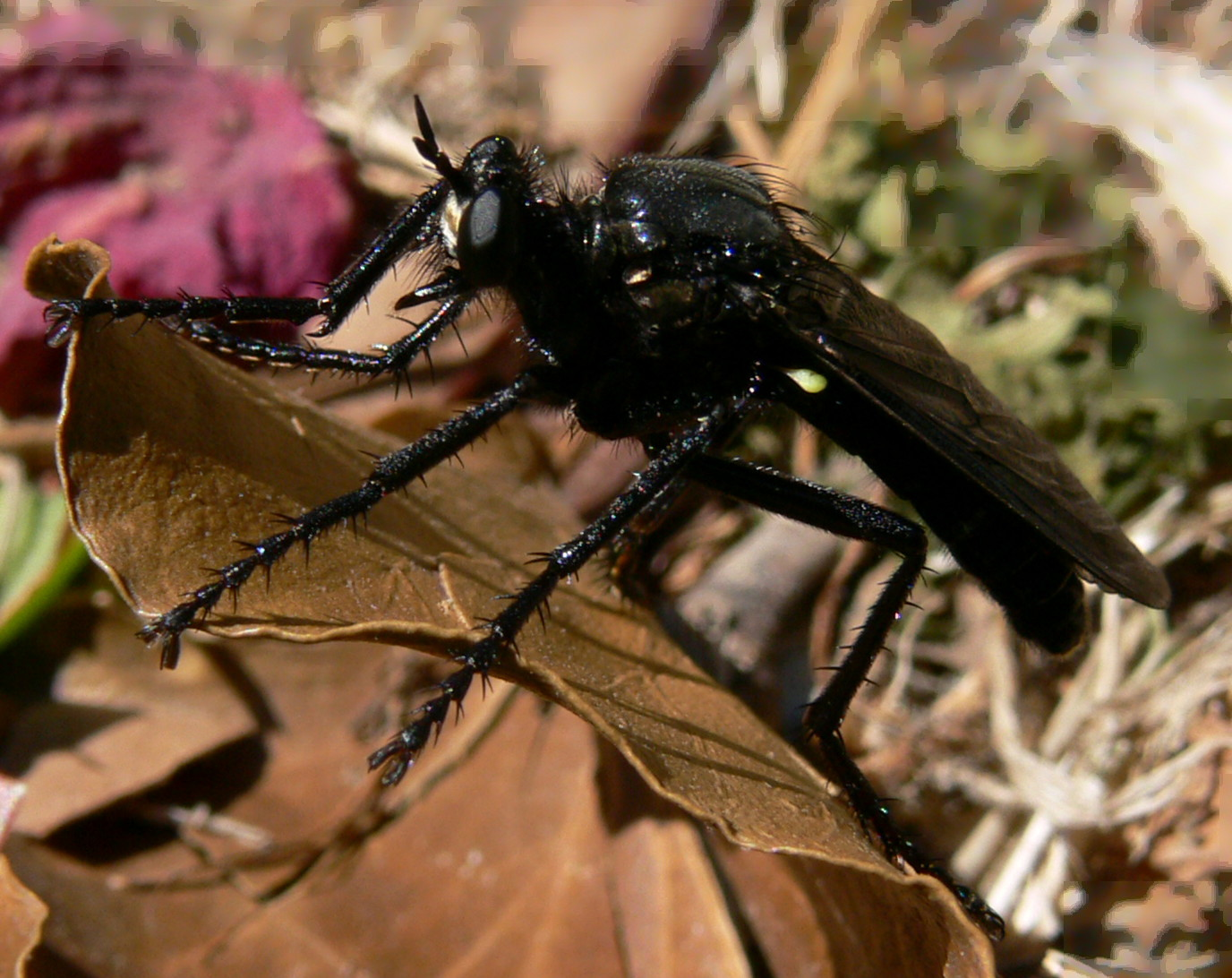
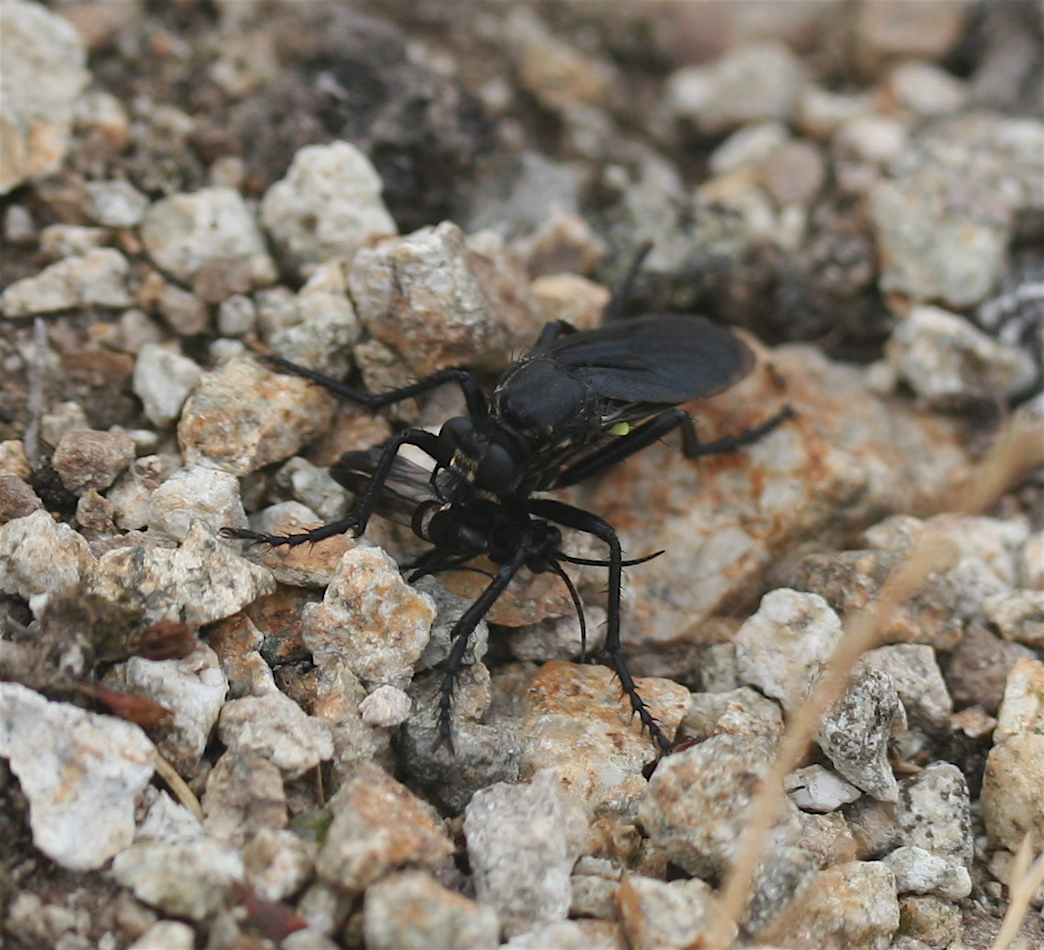